# بوششو
بوششو (به مجاری:  Büssü) یک منطقهٔ مسکونی در مجارستان است که در ناحیه کاپوشوار واقع شده‌است. بوششو ۱۷٫۱۹ کیلومتر مربع مساحت و ۴۰۶ نفر جمعیت دارد.